# Canciones de Inocencia y de Experiencia
Canciones de Inocencia y de Experiencia, a veces también traducido como Cantos de inocencia. Cantos de experiencia o Augurios de inocencia una parte de ellas (en inglés: Songs of Innocence and of Experience) es una colección de poemas ilustrados de William Blake. Vio la luz en dos fases: la primera, unas cuantas primeras copias que imprimió e ilustró Blake en 1789; la segunda, cinco años más tarde, en la que reunió estos poemas con otro corpus nuevo en un volumen que tituló Songs of Innocence and of Experience Shewing the Two Contrary States of the Human Soull. Blake también se dedicaba a la pintura antes de la creación de esta obra, y había pintado temas como el rey Oberón, Titania, y Puck bailando con unas hadas.
«La Inocencia» y «La Experiencia» son definiciones de conciencia que reformulan los estados mítico-existenciales de «Paraíso» y «Caída» de Milton. A menudo, se ha identificado «La Inocencia» con «el mundo sin pecado» y «La Experiencia» con el «mundo caído». Blake categoriza nuestra manera de percibir la realidad, que suele coincidir con una cronología que el Romanticismo haría suya: la niñez es un estado de inocencia protegida del pecado original, pero no del mundo caído y sus instituciones. Este a veces hiere a la niñez, y comienza a conocérsele en cualquiera de sus manifestaciones a través de la «experiencia», un estado del ser marcado por la pérdida de la vitalidad de la niñez, por el miedo y la inhibición, la corrupción social y política, y las distintas opresiones de la Iglesia, el Estado y las clases dirigentes. A estos estados contrarios se los suele señalar mediante títulos repetitivos o contrastantes: en Inocencia, «Alegría infantil», en Experiencia, «Pena infantil»; en Inocencia, «El Cordero», en Experiencia, «La Mosca» y «El Tigre». La dura simplicidad de poemas como «El deshollinador» y «El negrito» muestra la aguda sensibilidad de Blake a la pobreza y la explotación que trajeron con su progreso los «Oscuro y Satánicos Molinos» de la Revolución Industrial.

## Canciones de Inocencia
Se trató, en un principio, de un trabajo completo impreso por primera vez en 1789. Es una antología conceptual de diecinueve poemas, acompañados con obra de arte. Esta principalmente muestra la percepción feliz e inocente de la armonía pastoral, pero al mismo tiempo, como en «El deshollinador» y «El negrito», denuncia los peligros de un estado inocente y vulnerable. 

## Canciones de Experiencia
Es una antología de veintiséis poemas que forman la segunda parte de las Canciones. Los poemas se publicaron por primera vez en 1794.  Algunos de los poemas, como «La niñita perdida» y «La niñita encontrada», fluctuaron entre una y otra colección una vez Blake los trasladó a Inocencia.

## Adaptaciones musicales

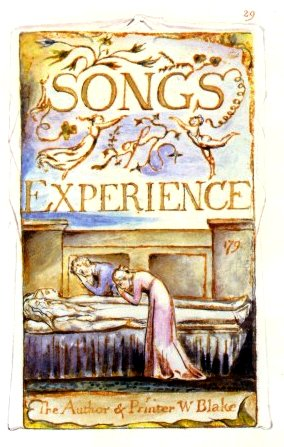
Portada de Blake para Canciones de Experiencia

Muchos compositores han puesto música a estos textos, como Ralph Vaughan Williams, Joseph Holbrooke, John Frandsen, Per Drud Nielsen, Sven-David Sandström, Benjamin Britten, y Jacob ter Veldhuis. Los poemas individuales también han sido puestos por, entre otros, John Tavener, Victoria Poleva, Jah se Tambalea, Sueño de Tangerina, Jeff Johnson, y Daniel Amos. Una versión modificada del poema «El Poco Chico Negro» se adaptó para la canción "My Mother Bore Me" de Maury Yeston es musical Phantom. El folk músico Greg Brown grabó dieciséis de los poemas para su álbum homónimo de 1987 y por Finn Coren en su Blake Project.
El poeta Allen Ginsberg creyó que los poemas se habían concebido con la intención de que se cantaran, y que a través de estudio de la rima y el metro, podía reproducirse una representación aproximada de cuanto Blake quiso. En 1969, ideó, arregló, dirigió, cantó y tocó tanto el armonio como el piano para su álbum Songs of Innocence and Experience by William Blake, tuned by Allen Ginsberg de 1970.
El productor y compositor americano David Axelrod grabó dos álbumes como solista, Songs of Innocence (1968) y Songs of Experience (1969), a modo de homenaje al autor.
El compositor William Bolcom completó una adaptación de la obra en 1984. En 2005, Leonard Slatkin, el Michigan State Children’s Choir, y la Universidad de Míchigan grabaron el trabajo de Bolcom y consiguieron cuatro Grammy: Mejor Actuación Coral, Mejor Composición Contemporánea Clásica, Mejor Álbum Clásico, y Mejor Productor del Año (clásico).
La compositora Victoria Poleva escribió "Songs of Innocence and of Experience" en 2002, un ciclo de cámara sobre los versos para soprano, clarinete y acordeón. El estreno lo llevó a cabo la ensemble Accroche-Note of France.
El grupo Tangerine Dream basó su álbum Tyger en la obra, mientras que U2 lanzó su álbum Songs of Innocence en 2014, y en 2017 lo siguió Songs of Experience.
Los motetes de Karl Jenkins incluyen una adaptación de «El pastor». 
La banda ficticia de rock Infant Sorrow, que aparece en Forgetting Sarah Marshall, parece tener relación con el poema de Blake.

## Ediciones en español
La obra de William Blake llegó a España mucho tiempo después de la muerte del autor. Los primeros versos traducidos al español aparecen en 1915 de la mano de Antonio Balbín de Unquera, que tradujo «El girasol», de Canciones de Experiencia y lo incluyó en su Antología de líricos ingleses y angloamericanos.
El poeta Gabriel de Zéndegui, en su Sones de la lira inglesa, traduce un fragmento de «Augurios de Inocencia» en 1920. El primero que hizo referencia a su obra fue Salvador de Madariaga, que en su Shelley and Calderón, and Other Essays on English and Spanish Poetry (traducido como Ensayos anglo-españoles) lo comparaba con la copla, “midway between the human soul and nature”. Cernuda también leyó con atención a Blake, pero en la traducción francesa de Berger.
En 1920, Juan Ramón Jiménez tradujo, entre otros poemas, «El tigre» y «El niño negro», que aparecieron en el Diario poético (1928) y en una publicación de La Gaceta Literaria (1930), respectivamente.
Muchos años después, en 1977, la Editorial Bosch publicó la primera edición completa de la colección, en un libro bilingüe cuya versión española corrió a cargo de Elena Valentí. En 1987, Cátedra también tradujo la obra con José Luis Caramés y Santiago González Corugedo como traductores, y que ha tenido varias ediciones. En 2020, Cátedra volvió a traducir la obra, en este caso tan solo la primera mitad, con Fernando Castanedo. 